# Arlington Memorial Bridge
Die Arlington Memorial Bridge ist eine Brücke in Washington, D.C. Sie überquert den Potomac River und verbindet das Lincoln Memorial mit Columbia Island. Das nordöstliche Ende der Brücke markiert den westlichen Rand der National Mall. Am südwestlichen Ende beginnt die Memorial Avenue, die über die Boundary Channel Bridge zum Nationalfriedhof Arlington in Arlington County führt.
Am 4. April 1980 wurde die Arlington Memorial Bridge in das National Register of Historic Places aufgenommen und wird als Teil des George Washington Memorial Parkway durch den National Park Service verwaltet.

## Geschichte
Der Bau der Arlington Memorial Bridge wurde am 24. Februar 1925 vom Kongress der Vereinigten Staaten genehmigt, am 16. Januar 1932 wurde sie formell eröffnet. Die Einweihungsfeier wurde von Präsident Herbert Hoover geleitet. Die vom Architekturbüro McKim, Mead, and White entworfene neoklassizistische Brücke ist 659 Meter lang.
Obwohl die Arlington Memorial Bridge Bestandteil des Plans der McMillan Commission zur Wiederherstellung des Originalplanes der Hauptstadt von Pierre L’Enfant war, dauerte es 20 Jahre, bis mit dem Bau begonnen wurde. Auf dem Weg zur Einweihung des Grab des unbekannten Soldaten auf dem Nationalfriedhof Arlington Bridge steckte Präsident Warren G. Harding drei Stunden in einem Verkehrsstau fest, da die alte Holzbrücke den Verkehr nicht bewältigen konnte. Dieser Vorfall führte dazu, dass die Mittel für den Bau der Brücke genehmigt wurden.
Die Brücke wurde von 1929 bis 1932 gebaut. Nach ihrer Fertigstellung wurde die Straßenbahn vom Mount Vernon in die Innenstadt von Washington eingestellt.
Am 4. April 1980 wurde die Arlington Memorial Bridge in das National Register of Historic Places aufgenommen.
Im Mai 2015 wurde die Brücke wegen strukturellen Mängeln für Fahrzeuge über 10 Tonnen gesperrt, außerdem dürfen Teile des Klappbrücken-Abschnitts gar nicht mehr befahren werden. Damit ist der Busverkehr über die Brücke gestoppt. Routineuntersuchungen hatten Schäden an Querträgern gezeigt, woraufhin eine besondere Prüfung der tragenden Teile vorgenommen wurde. Der National Park Service wird zusammen mit der Federal Highway Administration ohnehin anstehende Unterhaltsmaßnahmen vorziehen, um die betroffenen Teile vorläufig zu sichern. Seit 2012 laufen bereits Planungen, die Brücke grundlegend zu sanieren, wofür Kosten von rund 250 Millionen Dollar eingeplant sind. Die Restaurierung der Brücke findet sich auch auf der Liste der 50 wichtigsten Projekte für Präsident Trump.

## Architektur

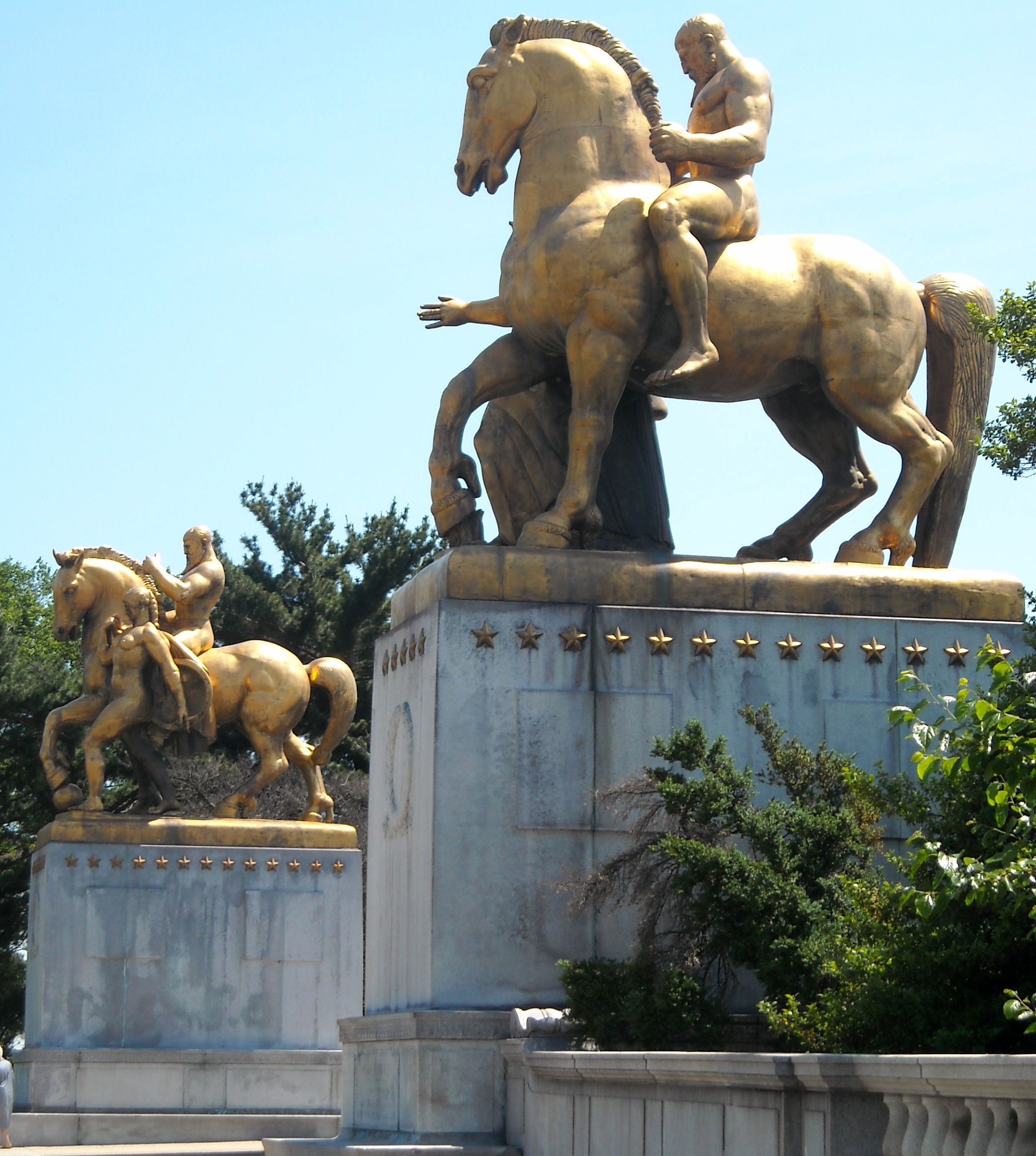
Statuen am östlichen Ende der Arlington Memorial Bridge

Am nordöstlichen Ende der Brücke stehen die Skulpturen Sacrifice und Valor, die im Jahr 1951 von Leo Friedlander fertiggestellt wurden. An den Brückenpfeilern befinden sich runde Scheiben mit Adlern und Fasces des Bildhauers Carl Paul Jennewein.
Die nächstgelegene Metro-Station ist Arlington Cemetery. Die Brücke verbindet sowohl wörtlich als auch symbolisch das Lincoln Memorial und das Arlington House, das frühere Heim von General Robert E. Lee. Dies soll die Reconstruction der Nord- und Südstaaten darstellen.
Am nordwestlichen Ende auf bilden die Arlington Memorial Bridge und ihre Zufahrtsstraßen die Verbindung zum George Washington Memorial Parkway, der State Route 27 und der State Route 110. Am nordöstlichen Ende bilden sie die Verbindung zur Constitution Avenue, der Independence Avenue, dem Rock Creek and Potomac Parkway und dem im District of Columbia liegenden Teil der Interstate 66.
Eine Besonderheit beim Kreisverkehr am südwestlichen Ende der Brücke ist, dass der Verkehr im Kreisverkehr dem einfahrenden Verkehr Vorfahrt gewähren muss, im Gegensatz zu der normalen Regel. Während des Berufsverkehrs am Vormittag werden Ausfahrten gesperrt, um Rückstaus zu vermeiden.
In der Mitte der Brücke befindet sich eine stählerne Klappbrücke, die es größeren Schiffen ermöglicht, flussaufwärts nach Georgetown zu gelangen. Nach dem Bau der vorgelagerten Theodore Roosevelt Bridge, die keinen Klappmechanismus hat, wurde der Klappmechanismus der Arlington Memorial Bridge  nicht mehr genutzt.